# Mežan
Mežan je priimek več znanih Slovencev:
- France Mežan (1901–?), agronom, politik
- Ivanka Mežan (*1926), igralka
- Janez Mežan (1897–1972), slikar, scenograf, grafik, risar
- Janez Mežan (*1952), poslanec DZ, generalni sekretar SDS
- Marta Mežan Writzl (1933 - 2025), farmacevtka
- Meta Mežan, interdisciplinarna umetnica, slikarka, ilustratorka
- Toni Mežan /Anton Mežan, čarodej ("Čarodej Toni") in publicist, župan Občine Bled